# Número compuesto

Números naturales del cero al cien. Los números compuestos están marcados en verde.

Un número compuesto es un número natural que tiene más de dos divisores. Es decir, se puede dividir por sí mismo, por la unidad y algún otro número. Un número mayor que 1 que no sea compuesto se llama número primo. Por ejemplo, el número 9 es un número compuesto porque es divisible entre 1, 3 y 9. 
Los setenta y tres primeros números compuestos (inferiores al cien) son: 4, 6, 8, 9, 10, 12, 14, 15, 16, 18, 20, 21, 22, 24, 25, 26, 27, 28, 30, 32, 33, 34, 35, 36, 38, 39, 40, 42, 44, 45, 46, 48, 49, 50, 51, 52, 54, 55, 56, 57, 58, 60, 62, 63, 64, 65, 66, 68, 69, 70, 72, 74, 75, 76, 77, 78, 80, 81, 82, 84, 85, 86, 87, 88, 90, 91, 92, 93, 94, 95, 96, 98 y 99.

## Características
Una característica de los números compuestos es que cada uno puede escribirse como producto de dos números naturales menores que él. Así, el número 20 es compuesto porque puede expresarse como 4×5; también el 87 ya que se expresa como 3×29. Sin embargo, no es posible hacer lo mismo con el 17 o el 23 porque son números primos. Cada número compuesto se puede expresar como multiplicación de dos (o más) números primos específicos, cuyo proceso se conoce como factorización. El número compuesto más pequeño es el 4.
La forma más sencilla para probar que un número n es compuesto, es encontrar un divisor d comprendido entre 1 y n (1 < d < n). Por ejemplo, 219 es compuesto porque tiene a 3 por divisor. Y también 371 porque tiene a 7 por divisor. Una buena alternativa es utilizar entonces el pequeño teorema de Fermat, o la generalización de este teorema ideada por el matemático suizo Leonhard Euler.
Como los números primos y compuestos están entremezclados unos con otros es lógico preguntarse si existirán secuencias de números compuestos consecutivos de longitud arbitraria. La secuencia 32, 33, 34, 35 y 36 es un ejemplo de longitud 5, y 114, 115, 116, 117, 118, 119, 120, 121, 122, 123, 124, 125 y 126 un ejemplo de longitud 13. La respuesta es que podemos conseguir una secuencia de números compuestos tan larga como se desee. Si deseamos una secuencia de longitud 20, basta tomar los números 21!+2, 21!+3, 21!+4, ... , 21!+21, ya que el primero es divisible por 2, el segundo por 3, y así sucesivamente. 
Un teorema de Fermat afirma que si p es primo de la forma 4n+1, entonces puede expresarse de forma única como suma de dos cuadrados. Si un número de la forma 4n+1 puede expresarse como suma de dos cuadrados al menos de dos formas diferentes, entonces el número es compuesto. Euler halló un método de factorización a partir de este hecho. Por ejemplo, si 221 = 112 + 102 = 142 + 52, entonces, 142 - 112 = 102 - 52. Tomando mcd(14+11, 10+5) = mcd(25,15) = 5, y después 25/5 = 5 y 15/5 = 3, y por último 52 + 32 = 25 + 9 = 34, entonces mcd(221, 34) = 17 nos da un factor de 221. 
El 1 y el 0 son casos especiales ya que no se consideran ni primos ni compuestos.